# Kranjska klobasa

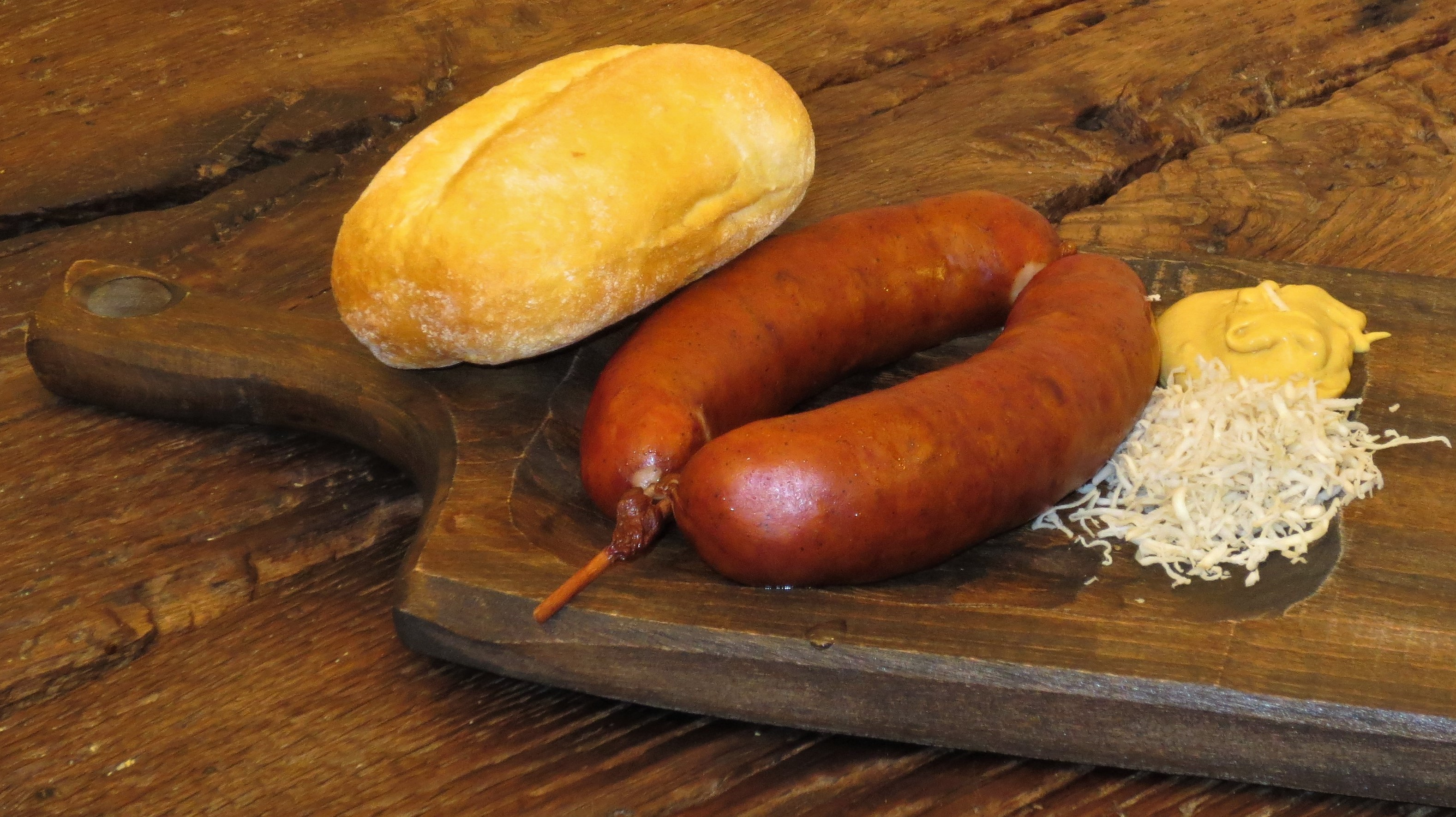
Kranjska klobasa.

La salchicha kranjska klobasa o salchicha de Carniola es un plato tradicional de Eslovenia, preparada con carne de cerdo ahumada, ajo, pimienta y sal, siguiendo una receta de fines del siglo XIX.
La comida cuenta con denominación de origen reconocida a nivel europeo, luego de una disputa con Alemania, Croacia y Austria que reclamaban la receta como propia.

## Historia
Esta salchicha ya era conocida en la época del imperio austrohúngaro y desde entonces se utiliza la receta de la cocinera eslovena Felicita Kalinšek, autora del libro Slovenska kuharica, de 1912, aunque figuraba anteriormente en el libro de cocina Süddeutsche Küche, de Katharina Prato, publicado en 1896.
La resolución de la Unión Europea que otorga denominación de origen protegida recoge una antigua historia transmitida oralmente, que señala que el emperador Francisco José I de Austria se detuvo en la posta de Marinšek, en el municipio Naklo pri Kranju, durante un viaje entre Viena y Trieste. Al probar la salchicha, éste habría dicho: «Esto no es una simple salchicha, esto es salchicha de Carniola».
Desde 2003 se celebra en Eslovenia un festival de la kranjska klobasa y una competencia de cocina.
En 2006, la astronauta Sunita Williams llevó al espacio una salchicha kranjska klobasa.
La aprobación de la inscripción en el Registro de Denominaciones de Origen Protegidas y de Indicaciones Geográficas Protegidas se realizó el 6 de enero de 2015 y señala que los términos en alemán krainer, käsekrainer, schweinskrainer, osterkrainer y bauernkrainer, y en croata kranjska y kranjska kobasica se refieren a embutidos similares que "tienen orígenes históricos comunes que remiten a la antigua región" de Carniola (Kranjska).
Durante las negociaciones con Austria y Alemania se estableció que el término krainer debe considerarse un genérico del tipo de salchicha, que no se asocia a la región de Kranjska, por lo cual los países germanófonos pueden continuar usando esa denominación y otras derivadas. Eslovenia no alcanzó un acuerdo al respecto con Croacia, que tiene permitido seguir usando el término kranjska kobasica solamente por 15 años (hasta 2030).

## Elaboración
La kranjska klobasa se elabora con carne de cerdo categorías I y II, y tocino de cerdo, se sala con sal marina nitritada, se condimenta con ajo y pimienta y se embute en una tripa de cerdo. Luego pasa por un proceso de ahumado con madera de haya y pasteurizado, y finalmente se hierve en agua caliente.
Se suele servir con pan, mostaza y rábano picante, o también con chucrut o nabos, como en la receta original.
La salchicha en frío contiene un mínimo de 17% de proteínas y un máximo de 29% de materia grasa.

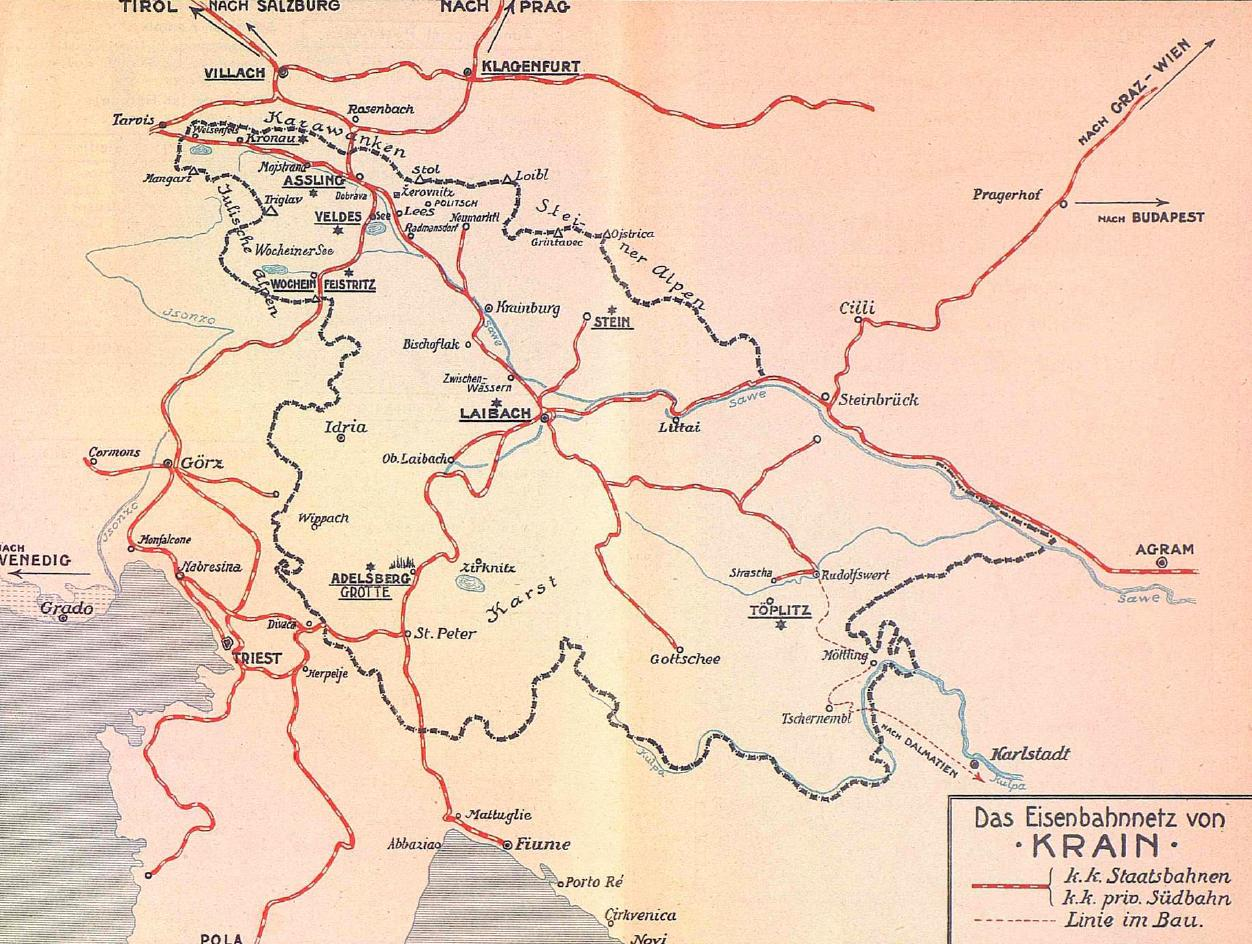
Mapa de Kranjska de 1908.

Al contar con denominación de origen reconocida, la salchica eslovena debe seguir todos los pasos especificados para su tratamiento y preparación, como por ejemplo que el ahumado debe prolongarse "hasta la obtención de un color rojo pardo de intensidad media" y que "debe llevarse a cabo en la zona geográfica definida", que es el territorio esloveno entre los Alpes y el litoral adriático, delimitado al oeste por Italia, al norte por Austria, al sur por Croacia y al este por la frontera con Hungría.